# Mallnitz
Mallnitz (slov. Malnice) je naselje v Občini Mallnitz v Okraju Špital ob Dravi  na Koroškem v Avstriji.